# Feliz
Feliz é um município brasileiro, pertencente ao estado do Rio Grande do Sul, na região do vale do Caí.

## História
Apesar dos vários motivos que podem ter levado o município a se chamar Feliz, uma das histórias é a mais aceita:
O início da colonização ocorre em 1846 com colonos provenientes das colônias mais antigas, como Dois Irmãos e São José do Hortêncio. Também no mesmo ano imigrantes alemães, vindos principalmente da região de Hunsrück, que compreende uma significativa parte do estado de Rheinland-Pfalz e considerável parte do norte do estado de Saarland, estado, este, que faz divisa com a França.
Quando estes imigrantes, vindos do Hunsrück, navegavam pelas calmas águas do Rio Caí, encontraram um clareira nas margens do rio. Ali se estabeleceram e decretaram "aqui estamos Felizes". Reza a lenda que desta frase surgiu o nome da cidade: Feliz.

### População
Sua população é 80% de origem alemã, 10% de origem italiana e 10% de outras origens. Os traços da cultura germânica são explícitos em muitos pontos, como na arquitetura, culinária e mais do que em qualquer lugar, nos traços étnicos dos felizenses. Porém, além dos germânicos, há também descendentes de italianos, poloneses, portugueses, suíços, austríacos, entre outras etnias minoritárias.

### Língua minoritária
Uma intensa e evidente característica do município é a força que tem o idioma alemão, que prevalece tanto na zona urbana quanto na zona rural, onde ainda é possível encontrar moradores que falam apenas a língua germânica, especialmente o dialeto Hunsrückisch - também conhecido como Riograndenser Hunsrückisch, originado e falado na região de Hunsrück, no sudoeste da Alemanha, e nos estados do Rio Grande do Sul, Santa Catarina e Paraná, no sul do Brasil; também no estado do Espírito Santo, e em províncias argentinas vizinhas da colônia alemã brasileira. Vale ressaltar que há, ainda, vários dialetos similares ao Hunsrückisch tanto na Alemanha quanto no Brasil, como na região de Pomerode, em Santa Catarina.

### Localidades
As principais localidades de Feliz são:
- Escadinhas
- Bela Vista
- São Roque
- Arroio Feliz
- Bom Fim
- Vale do Lobo
- Roncador
- Coqueiral
- Bananal
- Morro das Batatas
- Matiel
- Vale do Hermes
- Nova Caxias
- Vila Rica
- Picão
- Canto do Rio
- Picada Cará
- Centro

Todas são essenciais para o desenvolvimento do município, pois é indiscutível que a agricultura é indispensável na região.
Além das localidades, encontram-se, na chamada zona urbana do município, os bairros Centro, Bela Vista, Vale do Hermes, Matiel, Vila Rica e Canto do Rio.

### Rio Caí
O município de Feliz, por se situar no vale do Rio Caí, é propício a enchentes. Numa delas, ocorrida em 2000, pelo menos uma morte foi registrada. Duas outras tiveram vez em novembro de 2023 e entre abril e maio de 2024. Nesta última, a ponte que ligava os bairros Vila Rica e Picada Cará rompeu ao meio e foi carregada pela força da correntesa. Diversos domicílios e empreendimentos próximos às margens do rio foram atingidos, contabilizando muitas perdas materiais.

## Economia
Sua economia baseia-se na produção de calçados e na agricultura, onde predomina o cultivo de morango. O município é considerado o maior produtor de morangos e amoras do Rio Grande do Sul. Atualmente, destaca-se no setor metal-mecânico, tendo como empresas a Ramada,que fabrica ferramentas e a Hidrojet, empresa do mesmo setor.
Para garantir a produtividade, a administração municipal cria mecanismos de incentivo à produção e à permanência dos jovens no município. A Associação Círculo de Máquinas recebe 40% de retorno da efetivação da produção. Uma outra lei que entrará em vigor no ano que vem prevê o incentivo aos maiores produtores com o retorno direto do valor das notas fiscais. Esse retorno será por meio de serviço e maquinário.
Em 2007 foi feita a devolução de 65 mil reais para os 165 produtores. Em parceria com o Sebrae, a Associação de Hortifrutigranjeiros montou um planejamento estratégico para buscar o incremento e qualidade dos produtos. Duas novidades foram o irrigamento por gotejamento e o cultivo de morangos semi-hidropônicos em estufas. Além disso, todo produtor recebe assessoria para melhor aproveitamento das colheitas e incremento das culturas, como plantação de uvas e ameixas, por exemplo[carece de fontes?].

### Desenvolvimento
Todas as empresas que quiserem se instalar no município ganham incentivos fiscais.[carece de fontes?]
Hoje, a maior empresa do município é a Hidro Jet, que emprega 240 funcionários. O prefeito municipal aguardava a liberação para compra dos antigos prédios da empresa Antarctica. Esses prédios foram ocupados pelas empresas Ramada e Lupatech Fiber Liners, empresa do grupo Lupatech de Caxias do Sul.

### Turismo
Pontos turísticos
- Ponte de Ferro: trazida da Bélgica, a Ponte de Ferro foi instalada em 1900. Ao longo dos anos acumulou importância histórica, pois possibilitou o desenvolvimento e o progresso sócio-econômico do município e toda a região, visto que durante décadas foi o único elo de ligação entre a capital e a serra. Em setembro de 2008 foi declarada parte do Patrimônio Histórico e Cultural do Rio Grande do Sul.
- Rio Caí: o Rio Caí atravessa todo o município, de nordeste a sudoeste. Suas águas colaboraram com o crescimento econômico de Feliz, uma vez que várias empresas instalaram-se às suas margens, usando o rio para diversos fins produtivos. Nas lavouras, ele é essencial na irrigação; para as cervejarias, outrora instaladas no município, ele foi essencial na produção de bebidas. Além disso, suas águas transformam-se em balneários improvisados durante os meses de maior calor. Foi apresentado à população, na segunda metade de 2008, o esboço de um projeto que propõe a revitalização das margens do rio ao longo da Avenida Voluntários da Pátria. O projeto engloba a construção de um mirante, um anfiteatro, uma praça, a ampliação do Museu Municipal, a reforma do prédio que por anos serviu como rodoviária, entre outras obras. Em 2009, o projeto passou por audiência pública.
- Construções antigas e em estilo enxaimel: em várias localidades do município é possível encontrar residências e outros prédios, como igrejas, construídos pelos primeiros colonizadores do município. Entre eles, há um prédio localizado no centro, pertencente à família Noll, que abrigou o único cinema do município. Outro traço na arquitetura local é o estilo enxaimel, visto em muitas casas e no prédio da prefeitura municipal.
- Museu Municipal: o pequeno acervo é formado por móveis, utensílios, livros, fotografias e outras peças de época que contam a trajetória e evolução da vida dos imigrantes que colonizaram o município.

## Educação
A evasão escolar caiu sensivelmente. Hoje, todas as crianças têm direito a creche. A evasão escolar caiu de 9,52% em 2004 para 0,2% em 2006. Os programas de esporte, lazer e ensino garantem atividades que envolvem mais 2.300 pessoas. Oficinas de futebol, vôlei, taekwondo, aeróbica, skate, yoga, danças típicas alemãs e gaúchas e cursos de alemão e italiano são oferecidos gratuitamente à toda a população. Em 2010, Feliz era a cidade com o menor índice de analfabetismo no Brasil.

## Cultura
- Fundação Cultural de Feliz: Entre as entidades culturais existentes da cidade há a Fundação Cultural de Feliz, entidade privada sem fins lucrativos e de cunho filantrópico. Fundada em 1992, a entidade realiza diversos eventos culturais e artísticos no município, entre os quais o Encontro Regional de Coros, o Canta Rio Grande, o Festival de Grupos Vocais, o Rock in Rio Caí e a Série Saraus de Sábado.
- Grupo de Danças Alemãs: O Grupo de Danças Folclóricas Alemãs de Feliz idealizado por Victor Ruschel e amigos teve como primeiro coordenador de danças o Bávaro, Elmar Götz ( 95 anos) residente na cidade de Passau Baviera. Com o lema "preservar e promover para não esquecer" marca presença em eventos festivos da cidade, região, país e internacionalmente. Desde 1965, com o início dos ensaios em 1966, ininterruptamente o Grupo de Danças Alemãs realiza bianualmente em abril/maio o seu encontro de grupos de danças folclóricas alemãs em comemoração do seu aniversário, onde convida Grupos Germânicos de toda região e estado para se apresentarem e conhecerem a história do município.

### Festas típicas
- Festival Nacional do Chope: a primeira edição do Festival do Chope foi realizada em 20 de abril de 1968, inspirada na Oktoberfest de Munique, na Alemanha. O idealizador da festa, Victor Ruschel, havia feito uma viagem ao país de seus antepassados no ano anterior, e visitara o estado da Baviera (Bayern) e a Oktoberfest. Ao regressar ao Brasil, estava decidido a promover uma festa nos mesmos moldes no município de Feliz, para tal criou com demais amigos o Grupo de Danças Folclóricas Alemãs de Feliz. Ele era proprietário da Cervejaria Ruschel, que mais tarde passou a ser a Cervejaria Polka, posteriormente Serramalte e, por último, Antarctica. O festival é promovido nas dependências da Sociedade Cultural e Esportiva Feliz (SOCEF), com a ajuda da Prefeitura Municipal de Feliz, de apoiadores comerciais e da comunidade local. O evento se realiza anualmente, sempre em dois finais de semana de abril e/ou maio. Como já é de costume, todo ano, nos sábados antes do evento, ocorre no estádio do Juventus, um clube de futebol da região, os jogos do Grenal do Chope e das Margaridas. No primeiro, moradores de Feliz dividem-se em colorados e gremistas e jogam uma partida amistosa com um barril de chope instalado no centro do gramado, distribuindo chope gelado aos jogadores. O time perdedor tem como sentença puxar uma carroça que carrega os jogadores do time vencedor do bairro Matiel até o centro, com o público comparecendo ao estádio e acompanhando a carroça até sua chegada ao destino. No futebol das Margaridas a raiz é praticamente a mesma, mas nesse são duas turmas de amigos que se enfrentam, os Choppados e os Kueras. O diferencial é que todos os jogadores vestem-se de mulher e jogam com aquele mesmo barril de chope no centro do gramado.
- Fenamor - Festa da Amora, Morango e Chantilly: A festa acontece de dois em dois anos, no mês de novembro, no Parque Municipal de Feliz. Em 2010, na sua 16ª edição, ocorreu nos dias 6, 7, 12, 13, 14 e 15 de novembro. A programação conta, anualmente, com exposições de produtos coloniais, feira industrial e comercial, feira de artesanato, apresentações artísticas, shows, gastronomia típica alemã e exposição de amoras e morangos. Já contou também com grandes shows, como: Guilherme e Santiago e João Neto e Frederico.
- Encontro de Cervejarias Artesanais: O evento tem por objetivo resgatar a tradição germânica e cervejeira de Feliz, que iniciou em 1893 quando João Ruschel fundou a primeira cervejaria de alta fermentação do Brasil e que, em 1934, passou a chamar-se Cervejaria Ruschel. O evento tem exposição de cervejarias artesanais, festival de bandas, baile da terceira idade, apresentações artísticas e bandas típicas. Também estão presentes a culinária típica da cultura alemã, além de exposição de orquídeas e comércio de artesanato.
- Chope e Dança!: Evento realizado bi anualmente pelo Grupo de Danças Folclóricas Alemãs de Feliz tem início marcado com desfile pelas ruas da cidade chegando ao parque, onde se dá a continuidade a uma programação voltada ao estilo germânico com danças folclóricas alemãs, espanholas, italianas e portuguesas, além de ballet's, tudo acompanhado de comida típica e chope artesanal. Os recursos obtidos através da festa pagam as despesas da entidade que há 43 anos vem se apresentando nos mais diversos municípios do Rio Grande do Sul.

## Infraestrutura

### Saúde
A mortalidade infantil foi zero em 2006. O programa de saúde da família garante atendimento a 100% dos domicílios do município. O hospital é administrado pela ONG Saúde Feliz. A exemplo da saúde, a Administração Municipal procura incentivar a criação das associações e a reativação dos conselhos municipais.[carece de fontes?]